# Edwin Schimscheimer
Edwin Schimscheimer (Amsterdam, 15 september 1960) is een Nederlands componist en pianist.

## Biografie

### Jeugd en opleiding
Schimscheimer werd geboren in Watergraafsmeer als oudste zoon van Lodewijk Schimscheimer en Greet Bieringa en groeide op in een katholiek gezin. Het gezin bestond uit nog twee zoons, Marcel Schimheimer (1963-2024) en Bob Schimscheimer (1965), die beiden ook muzikaal actief waren. Vlak na zijn geboorte verhuisde hij naar Rotterdam en daarna naar Oss. Als kind is hij een tijdje misdienaar geweest. Vervolgens ging hij naar de mavo aan het Kruisherencollege in Uden. In 1976 deed hij met de band Gimmick, waarin naast Edwin Schimscheimer ook zijn twee broers meespeelden als drummer en bassist, mee aan het kinderprogramma Stuif es in. Daar zongen zij hun eigen liedje Hey my love. De band Gimmick kreeg een vervolg in Martin Dairy, waarin wederom zowel Edwin als Marcel Schimscheimer speelden. Daarna ging hij piano studeren aan het conservatorium in Tilburg en later in Hilversum.

### Carrière
Schimscheimer raakte verzeild in de popmuziek. Begin jaren 80 toerde hij met Powerplay. In 1980 bracht Martin Dairy de single Johnny uit. De single flopte en in 1981 ging de band uit elkaar. In 1984 stopte hij zijn studie aan het conservatorium en maakte hij zijn eerste orkest-arrangement met het nummer Samen zijn van Willeke Alberti. Tevens speelde hij piano en keyboard in de begeleidingsbands van Berdien Stenberg en René Froger. In 1992 schreef hij het nummer Wijs me de weg voor Humphrey Campbell dat hij in 1992 op het Eurovisiesongfestival zong. Schimscheimer speelde tijdens dit optreden zelf accordeon. In 1994 schreef hij samen met Coot van Doesburgh het lied Waar is de zon voor Willeke Alberti. Daarnaast schreef hij ook liedjes voor Ben Cramer, Ruth Jacott en Paul de Leeuw. Ook schreef hij enkele liedjes voor Kinderen voor Kinderen, waaronder Het tietenlied en Kunstgebit. In 1995 bracht hij de cd De brug uit, met teksten van Coot van Doesburgh. Hij schreef tevens muziek voor de musical Carlie van Joep Onderdelinden, de televisieseries Rozengeur & Wodka Lime en Goudkust. Ook componeerde Schimscheimer de tunes van de tv-programma's Schatjes en Te land, ter zee en in de lucht. Sinds 2000 is Schimscheimer muzikaal leider en arrangeur van het AVRO Kinderprinsengrachtconcert. In 2003 was hij gastdirigent bij het Metropole Orkest. In 2006 arrangeerde hij de musical Nijntje op vakantie en verscheen zijn liedjesalbum Van binnen naar buiten.
In 2009 ging zijn musical Franciscus, Troubadour van God in première waarvoor hij het liberetto schreef en de muziek componeerde, over het leven van Franciscus van Assisi.
In 2016 maakte hij samen met Coot van Doesburgh een lied voor koning Willem-Alexander, voor diens vijftigste verjaardag.
Schimscheimer is sinds 2012 werkzaam als docent en muzikaal leider bij de afdeling Muziektheater aan de Hogeschool Rotterdam.
Sinds 2015 is hij vaste begeleider van zangeres Petra Berger in het theater.
In 2021 ging de musical ONE in première waarvoor hij de muziek componeerde.

## Discografie
- Piano (1988; D&K)
- Vision (1994; Koch International)
- De Brug (1995; Red Bullet)[5]